# 잠일고등학교
잠일고등학교(蠶一高等學校)는 대한민국 서울특별시 송파구 잠실동에 있는 공립 고등학교이다.

## 학교 연혁
- 2012년 2월 : 초대 유기종 교장 취임
- 2012년 3월 : 잠일고등학교 개교
- 2012년 3월 2일 : 신입생 212명 입학
- 2012년 5월 8일 : 개교식
- 2015년 2월 5일 : 제1회 187명 졸업
- 2022년 1월 28일 : 제8회 116명 졸업
- 2022년 3월 2일 : 신입생 152명 입학
- 2022년 9월 1일 : 박숙희 교장 취임

## 참고 자료
- 잠일고등학교 - 한국교육학술정보원 학교알리미